# Puskel Péter Pál
Puskel Péter Pál (Arad, 1941. április 16. –) erdélyi magyar közíró. Puskel Tünde Emese férje.

## Életútja
Középiskoláit szülővárosában végezte (1959); a temesvári egyetemen tanári (1964), Bukarestben posztgraduális újságírói diplomát szerzett (1973). Tanári pályáját az Arad megyei Kisiratoson kezdte (1964-68); 1968-tól az aradi Vörös Lobogó belső munkatársa, az irodalmi és oktatási rovatok szerkesztője; 1989 óta a Jelen c. lap művelődési rovatának vezetője.

## Munkássága
Első írását a Pionír című lap közölte (1952), saját lapjain kívül később a Békés Megyei Hírlapban is jelent meg írása (Aradi iparos ágyúi Vécsey tábornok seregében. 1991. október 6.). Összegyűjtötte a Szántó Györgyre vonatkozó emlékeket (Jelen 1992. szeptember 11.), több sorozatot szentelt Krenner Miklósnak (Spectator, a hídverő, ... a levélíró, ... a közíró. Jelen 1995. május 25.-június 17.), a híres aradi iparosdinasztiák bemutatásának (Jelen 1991. május-szeptember), városa kevéssé ismert nevezetességeinek (ugyanott 1991). Az aradi oktatás története (Arad, 1997) című emlékalbumban Baász Imre életművét idézte.
- Arad marad. Helytörténeti és dokumentumriportok, beszélgetések; Alma Máter Alapítvány, Arad, 1997
- Arad redivivus. Helytörténeti és dokumentumriportok; Alma Máter Alapítvány–Wieser Tibor Alap, Arad, 1998
- Emléklapok a régi Aradról. 1885-1945; Concord Media, Arad, 2005 (Irodalmi jelen könyvek)
- Nyakig a pácban. Anekdotatár; Concord Media Jelen, Arad, 2008 (Irodalmi jelen könyvek)
- Aradi sikertörténetek; Concord Media Jelen, Arad, 2010 (Irodalmi jelen könyvek)
- 150 év a Gutenberg-galaxison. Aradi magyar napilapok és periodikák; Concord Media Jelen, Arad, 2011 (Irodalmi jelen könyvek)
- Puskel Péter–Fekete Károly–Vasile Andrei-Tiberiu: Lapok a Kultúrpalota történetéből. 1913-1948; Gutenberg Univers, Arad, 2013
- Hangosan gondolkodom; Concord Media Jelen, Arad, 2015 (Irodalmi jelen könyvek)
- Síppal, dobbal, nádi hegedűvel; Concord Media Jelen, Arad, 2016 (Irodalmi jelen könyvek)
- Palota a Zrínyi utcában. Kismonográfia; Kölcsey Egyesület, Arad, 2017 (Fecskés sorozat)
- Aradon éltek. Arcok a (közel)múltból; Concord Media Jelen, Arad, 2017 (Irodalmi jelen könyvek)

Az aradi magyar sajtó története 1867–1940 című munkája kéziratban.